# (83360) Catalina
(83360) Catalina (2001 SH) – planetoida z grupy pasa głównego asteroid okrążająca Słońce w ciągu 4,43 lat w średniej odległości 2,7 j.a. Odkryta 16 września 2001 roku.